# NGC 3010C
NGC 3010C (другие обозначения — UGC 5273, MCG 7-20-67, ZWG 239.35, KUG 0947+445B, MK 1237, PGC 28340) — галактика в созвездии Большая Медведица.
Этот объект не входит в число перечисленных в оригинальной редакции «Нового общего каталога» и был добавлен позднее.